# 摇摆音符

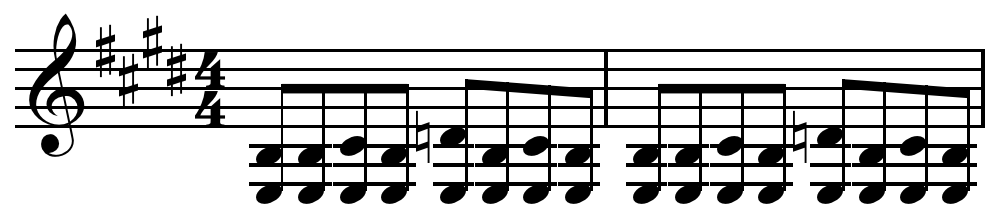
吉他E大调演奏Blues shuffle.

摇摆音符就是指在一些爵士樂风格的乐曲中，曲谱中同样音符時值的音符在演出中演奏不同时值的音符。古典音乐中也有类似的说法。